# Pitágoras (liberto)
Pitágoras fue el nombre de un liberto del emperador Nerón, con el que celebró una boda solemne,  relacionada con cultos mistéricos. Con motivo de ella, se dijo, en crítica al emperador: dichoso hubiera sido el mundo si el padre de Nerón hubiese tenido una mujer semejante. Es referido, aunque de manera diferente, por Tácito y por Suetonio. Este lo identifica con el liberto Doríforo, e indica que, durante la noche de bodas, Nerón imitó los gritos y gemidos de las vírgenes cuando son forzadas. El nombre de Doríforo (que significa "el portador de la lanza") es interpretado en relación con los cultos mistéricos. No fue el único amante masculino de Nerón: tuvo dos compañeros de cama al mismo tiempo, el [liberto] Pitágoras, que hacía el papel de marido, y Esporo, que hacía el papel de esposa.